# Jean Raybaud
Jean Raybaud, né en 1643, mort en 1752, est un avocat, un bibliophile et un érudit arlatin du XVIIe siècle.

## Biographie
Jean Raybaud est le cinquième d'une lignée de notaires de la ville d'Arles. Il est le fils d'Antoine Raybaud et de Marguerie Quenin. Il est le frère de Jean-François Raybaud, « archivaire » et prêtre conventuel du prieuré hospitalier d’Arles. Jean Raybaud est un temps secrétaire de ce même prieuré, mais sous la pression des chevaliers qui ne souhaitent pas voir ce poste confié à un laïc, il est remplacé par son frère Jean-François.
La collection de manuscrits de Jean Raybaud aurait compris une grande partie des papiers de Polycarpe de la Rivière. Ses collections ont été dispersées par ses héritiers.
C'est César Nicolas qui publie son manuscrit. C'est une copie qui avait été réalisée pour Guillaume de Nicolay et qui est conservée par la Bibliothèque Méjanes. Jean Raybaud a eu accès aux archives du grand prieuré de Toulouse et du prieuré d'Arles pour le composer. L'édition publiée par César Nicolas contient des coquilles qui proviennent soit de l'auteur, soit du copiste, soit de l'éditeur scientifique, mais il est évident que l'auteur s'est appuyé avec rigueur sur des documents dont certains ont été perdus ou dorment dans un dépôt d'archives sans avoir été jamais publiés.